# Hirvijärvi (sjö i Padasjoki, Päijänne-Tavastland)
Hirvijärvi är en sjö i kommunen Padasjoki i landskapet Päijänne-Tavastland i Finland. Arean är 44 hektar och strandlinjen är 5,18 kilometer lång. Sjön  ingår i Kymmene älvs huvudavrinningsområde.   Den ligger omkring 54 km norr om Lahtis och omkring 140 km norr om Helsingfors. 